# Mauritiana
Mauritiana es un género de hongos liquenizados en la familia Requienellaceae.